# Comité Paralímpico de Japón
El Comité Paralímpico de Japón es el comité paralímpico nacional que representa a Japón. Esta organización es la responsable de las actividades deportivas paralímpicas en el país y representa a Japón en el Comité Paralímpico Internacional. Fue fundado el 20 de agosto de 1999 y está reconocido por el Comité Paralímpico Internacional, el Comité Paralímpico Asiático y el Ministerio de Sanidad, Trabajo y Bienestar.